# Ratt & Roll 81-91
| Recensione | Giudizio |
| ---------- | -------- |
| AllMusic   |          |

Ratt & Roll 81-91 è una raccolta del gruppo musicale statunitense Ratt, pubblicata il 3 settembre 1991 dalla Atlantic Records.
Il disco raccoglie le migliori tracce dei primi dieci anni di carriera del gruppo, dall'EP di debutto ai primi cinque album in studio (Out of the Cellar, Invasion of Your Privacy, Dancing Undercover, Reach for the Sky e Detonator), con l'aggiunta del brano Nobody Rides for Free dalla colonna sonora del film Point Break - Punto di rottura.

## Tracce
1. Tell the World – 3:15 – da Ratt EP
2. You Think You're Tough – 3:53 – da Ratt EP
3. Round and Round – 4:26 – da Out of the Cellar
4. Wanted Man – 3:41 – da Out of the Cellar
5. Back for More – 3:47 – da Out of the Cellar
6. Lack of Communication – 3:56 – da Out of the Cellar
7. Lay It Down – 3:26 – da Invasion of Your Privacy
8. You're in Love – 3:14 – da Invasion of Your Privacy
9. Slip of the Lip – 3:18 – da Dancing Undercover
10. Dance – 4:21 – da Dancing Undercover
11. Body Talk – 3:49 – da Dancing Undercover
12. Way Cool Jr. – 4:29 – da Reach for the Sky
13. I Want a Woman – 4:00 – da Reach for the Sky
14. Lovin' You's a Dirty Job – 3:18 – da Detonator
15. Shame Shame Shame – 5:29 – da Detonator
16. Givin' Yourself Away – 5:27 – da Detonator
17. One Step Away – 4:51 – da Detonator
18. Heads I Win, Tails You Lose – 4:01 – da Detonator
19. Nobody Rides for Free – 4:42 – da Point Break Soundtrack

## Formazione
Gruppo
- Stephen Pearcy – voce
- Warren DeMartini – chitarra
- Juan Croucier – basso
- Bobby Blotzer – batteria

Altri musicisti
- Robbin Crosby – chitarra (eccetto traccia 19)